# 교향곡 45번 (하이든)
《교향곡 제45번 올림바단조 Hob.I:45 ‘고별’》은 요제프 하이든의 교향곡 중 하나로 고별교향곡 이라고도 불린다. 당시의 관현악 작품이자 교향곡으로서는 드물게 올림바단조를 쓰고 있다. 당시 큰 성공을 거두어 동시대 작곡가 요한 마티아스 슈페르거(Johannes Matthias Sperger)는 교향곡 《도착》을 작곡하기도 했다.

## 경위
하이든을 고용하였던 니콜라우스 에스테르하지 후작은 1766년에 프랑스 베르사유 궁전을 모방한 화려한 궁성을 노이지트라 호수가 바라다 보이는 아름다운 장소에 건축했다. 이 궁성은 에스테르하지 하궁(夏宮)으로 불렸으며 처음에는 비좁은 관계로 관현악단의 연주자나 하인들은 가족을 데려올 수 없었다. 단원들 중에서 가족과 함께 지내는 것이 허락된 것은 악장 하이든을 포함한 겨우 4명뿐이었다. 결혼한 사람에게는 봉급을 더 주게 되어 있었으나 그 대신에 많은 단원들은 여름 동안 가족과 떨어져 에스트르하지 하궁에서 지내지 않으면 안되었다. 1772년은 통상 체류 기간 6개월보다 2개월이나 더 머물렀다. 그 일로 단원을은 하이든에게 이 불편한 생활을 해소할 수 있도록 처리해 달라고 부탁했다. 하이든은 한가지 방법을 생각해내서, 곡의 마지막에 연주하는 단원이 한 명씩 연주를 끝내고 악기를 챙겨 보면대 위의 촛불을 끄고 퇴장해서 아주 소수만 남아 조용하게 연주를 이어가는 교향곡을 작곡해서 단원들의 마음을 표현하려고 했다. 그래서 ‘고별교향곡’이 만들어졌으며, 조성도 당시로서는 이례적인, 외로운 올림바단조가 선택되었다. 이 곡이 실제로 후작 앞에서 연주되자 니콜라우스 후작은 즉시 그 의미를 깨닫고 다음날 단원 전원에게 휴가를 주었다. 이 일화는 그리징거와 디스에 의해 전해지고 있다. 이 곡에 주어진 ‘고별’이라는 부제는 18세기 말경에 붙여진 것으로 생각된다. 곡은 일반적인 4악장으로 되어 있는데, 4악장만 빠른 마지막 곡 다음에 단원이 하나씩 퇴장하는 안단테가 붙어 있다. 현재 자필악보가 부다페스트 국립 세체니 도서관에 소장되어 있다. 
완성된 것은 1772년이다. 당시 하이든이 악장으로 섬기고 있던 니콜라우스 에스테르하지 후작은 노이지트라 호반에 피서용 여름 궁전을 만들고, 여름이 되면 악단원들을 데리고 자주 갔다. 그런데 그는 1772년에는 가을이 다가왔는데도 아이젠슈타트의 본궁으로 돌아가려고 하지 않았다. 그 무렵엔 별궁이 악단원들의 가족들까지 수용할 정도가 아니었기 때문에 가족과 함께 지낼 수 있는 사람은 하이든을 포함해 4명뿐이었다. 악단원들은 빨리 가족에게 돌아가고 싶었지만 후작은 좀처럼 단원들에게 휴가를 주지 않았다. 하이든은 여러 사람들의 희망 사항을 알아차리고 이 곡을 만들어 에스테르하지 후작에게 호소하였다. 즉 종악장에서는 모두 제각기 자기 담당의 연주를 끝내면 촛불을 끄고 조용히 퇴장하고, 최후에 바이올린 연주자 두 사람만이 남는 구성으로 되어 있다. 에스테르하지 후작은 악단원의 기분을 알아차리고, 다음날 돌아갈 것을 허락했다.

## 편성
오보에2, 호른2, 바순, 현5부

## 연주시간
- 약 26분

## 구성

### 제1악장 Allegro assai
올림바단조 3/4박자. 소나타 형식. 갑자기 투티에서 강하게 하강하는 펼침화음의 제1주제로 시작된다. 단순하지만 압도적인 악상이다. 이 제1주제는 4마디씩 대비를 이루고 전채는 16마디로 되어 있다. 곧이어 이 주제의 반복으로 경과부로 들어가며 새로운 경과 악상도 더해져 병행조의 가장조로 이행된다. 이어서 제1주제가 갑자기 가단조로 다시 나타나고 경과부의 제2부분으로 들어간다. 조성 변화가 계속되다가 결국은 가장조로 되돌아간다. 이후 제2주제가 나타나는데 제2주제에는 선율적 요소가 거의 없으며 제시부의 종결도 겸하고 있다. 발전부에서는 처음에 제1주제와 경과적 소재가 전개되고 이어서 제2주제가 라단조로 다시 나타났다가 딸림음으로 반종지하면, 페르마타 휴지부를 거쳐 새로운 선율이 라장조로 나타난다.

### 제2악장 Adagio
가장조 3/8박자. 소나타 형식. 바이올린이 약음기로 주제선율을 조용히 연주하고 다른 현악기가 조용히 반주한다. 제1주제 후에 경과부로 들어가 두드러지지 않는 마장조의 제2주제가 바이올린으로 조용히 연주된다. 이 악장의 전체는 현악을 주체로 진행되고 오보에나 호른 등의 관악기는 가끔 보조성부 역할을 할 뿐이며, 약음된 바이올린의 은근한 음색이 확실하게 지배한다. 전체의 구성은 제시부, 발전부에 이어 충실한 재현부로 들어간다. 소나타 형식이라고 해도, 강렬한 1악장과 대조적으로 조용하고 온화한 곡이다.

### 제3악장 Menuet:Allegro
올림바장조 3/4박자. 미뉴에트부의 전체적인 정서도 알레그레토 템포로 온화하다. 트리오(올림바장조)에서는 3도로 겹쳐진 2대의 호른이 연주되는데 결코 거칠지 않다. 이 시기 하이든의 가장 아름다은 미뉴에트 중의 하나로고 할 수 있다.

### 제4악장 Finale:Presto-Adagio
올림바단조 2/2박자. 소나타 형식. 4악장은 2개의 부분으로 되어있다. 그 중 제1부분은 빠른 템포의, 교향곡의 일반적인 마침고이다. 이 프레스토의 피날레는 소나타 형식으로, 처음에 올림바단조의 제1주제가 나타나고 짧은 경과구 후에 제2주제가 가장조로 나오는데 선율이라고 할 수 없는 단순한 구조이다. 일반적인 형태대로 코데타가 이어진 후 제2주제 이하는 으뜸조인 올림바단조로 조바꿈되며 마지막은 딸림음으로 반종지하고, 페르마타 휴지부를 거쳐 아다지오로 들어간다. 마지막 부가(附加) 부분은 앞에 프레스토가 올림바단조의 딸림음으로 종지한 뒤를 이어 곧바로 병행조인 가장조로 시작된다. 이 가장조 부분은 작은 3부 형식으로 구성되어 있으며 올림바장조의 코다가 이어진다. 가장조의 주요부분은 같은 주제를 갖고 있으며, 처음 31마디 동안은 모든 악기가 참가하지만 이후 제1오보에와 E조의 제2호른이 종료한다. 초연할 때에는 하이든의 지시에 따라 보면대의 촛불을 끄고 악기를 갖고 퇴장했다고 한다. 이후 10마디의 중간 악절이 있은 후 재현부로 이어지는데, 주제 재현의 6마디에서는 바순이 종료하고 그 다음 7마디 후에는 남아 있던 제2오보에가 끝나고 다음 마디에서 A조의 제1호른이 종료한다. 제2부분의 마지막에는 콘토라베이스가 종료한다. 이어서 올림바장조의 코다로 들오가는데 여기에서는 4부로 나누어진 바이올린과 비올라와 첼로의 현악만 남게 된다. 이 중에서 첼로는 코다의 10번째 마디에서 종료하며, 8마디 후에는 2부로 나누어진 2명의 제2바이올린이 종료한다. 비올라는 다시 8마디 후에 퇴장하고 마지막 14마디는 2명의 제1바이올린만 조용히 연주를 계속하며 사라지듯이 곡이 끝난다.

## 참고 문헌
- 《작곡가별 명곡해설 라이브러리》 14권 '하이든' 〈음악지우사〉 (音樂世界)